# 比卡內爾縣
比卡內爾縣是印度的一個縣，位於該國西北部，由拉賈斯坦邦負責管轄，面積27,244平方公里，識字率為65.92%，2011年人口2,367,745，人口密度每平方公里87人。

## 外部連結
- 官方网站

28°01′00″N 73°18′00″E / 28.0167°N 73.3°E